# اهتلار، کوشک
اهتلار، کوشک (به لاتین: Ahatlar, Köşk) یک  Köy  در ترکیه است که در استان آیدین واقع شده‌است.

## خصوصیات
اهتلار ۵۹۰ نفر جمعیت دارد.